# Peter Kiewitt
Peter Kiewitt (* 28. März 1939 in Boulogne-Billancourt, Frankreich) ist ein ehemaliger deutscher Diplomat, der unter anderem Botschafter im Libanon, in Libyen, Albanien und Paraguay war.

## Leben
Peter Kiewitt trat 1965 in den Auswärtigen Dienst ein und fand nach Abschluss der Laufbahnprüfung für den höheren Dienst Verwendungen in der Zentrale des Auswärtigen Amtes in Bonn sowie an verschiedenen Auslandsvertretungen.
In den 1970er Jahren war er unter anderem fünf Jahre Mitarbeiter von Hans-Jürgen Wischnewski, der zunächst Staatsminister im Auswärtigen Amt und anschließend im Bundeskanzleramt (u. a. Befreiung der „Landshut“) war. Dort war er zunächst Legationsrat und dann seit dem 29. April 1977 Vortragender Legationsrat.
Am 24. November 1977 entsandte ihn Wischnewski nach Wien zu einem Geheimtreffen mit dem österreichischen Bundeskanzler Bruno Kreisky, der neben Peter Kiewitt zwei palästinensische Politiker zu Gast hatte: Issam Sartawi und Ali Hassan Salameh, den Drahtziehern des Münchner Attentats auf die israelischen Athleten.
Von 1990 bis 1993 war er als Botschafter im Libanon tätig und kündigte dort unter anderem die Haftentlassung des Libanesen Abbas Hamadi an, der in Deutschland wegen terroristischer Straftaten eine dreizehnjährige Haftstrafe verbüßte. Zum Ende des Bürgerkrieges gelang es, die deutschen Geiseln zu befreien.
Anschließend war Kiewitt beim Europarat in Straßburg und von 1995 bis 1999 Botschafter in Libyen. In diese Zeit fielen die Bemühungen, die Bereitschaft Libyens zur Mithilfe bei der gerichtlichen Aufklärung des Sprengstoffanschlags vom 5. April 1986 in der Diskothek La Belle in Berlin-Friedenau zu erhalten.
1999 wurde er als Nachfolger von Hannspeter Disdorn Botschafter in Albanien und übte dieses Amt bis zu seiner Ablösung durch Helmuth Schroeder 2001 aus.
Im Anschluss wechselte Kiewitt als Botschafter nach Paraguay, wo er Nachfolger von Josef Rusnak wurde. Das Amt des Botschafters in Asunción bekleidete er bis zu seinem Eintritt in den Ruhestand 2004.
Nach seinem Ausscheiden aus dem aktiven diplomatischen Dienst engagierte sich Kiewitt unter anderem als Beisitzer im Vorstand der Deutsch-Paraguayischen Gesellschaft e.V. (PROPARA). Im September 2005 war er Teilnehmer auf einem von Renovabis veranstalteten Kongress zum Thema Neuer Reichtum – neue Armut. Soziale Umbrüche in Mittel- und Osteuropa.